# Johann Franz von Kerckerinck zu Stapel
Johann Franz Joseph von Kerckerinck zu Stapel (* 9. Dezember 1739; † 19. Dezember 1792) war Domherr in Münster und Osnabrück.

## Leben

### Herkunft und Familie
Johann Franz Freiherr von Kerckerinck zu Stapel entstammte der westfälischen Erbmännerfamilie von Kerckerinck, deren Angehörige im Münsterischen Erbmännerstreit eine bedeutende Rolle spielten. Durch den unermüdlichen Einsatz seines Großvaters Johann Ludwig von Kerckerinck zu Stapel (1671–1750) wurde es ihm und seinem Bruder Karl Anton möglich, ein Domkanonikat zu erlangen. Johanns Vater war der ehemalige Domherr Franz Hermann von Kerckerinck zu Stapel (1713–1778), seine Mutter Maria Sophia von Rollingen.

### Wirken
Nach einem Biennium in Frankreich hatte Johann Franz die Voraussetzungen für einen geistlichen Beruf geschaffen. Im Jahre 1756 kam er durch den Verzicht des Domherrn von Nesselrode in den Besitz einer Dompräbende in Osnabrück. Die Aufschwörung fiel auf den 20. März 1757. Im Jahre 1760 erlangte er durch den Verzicht des Domherrn August Philipp von Limburg-Stirum eine Dompräbende in Münster. Hier wurde er am 25. November 1760 aufgeschworen. Im Jahre 1775 verzichtete Johann Franz zugunsten seines Bruders Karl Anton auf seine Präbenden in Osnabrück und Münster. Am 2. Oktober 1779 heiratete er Maria Antonia von Schilling. Aus der Ehe gingen zwei Töchter hervor, darunter Maria Theresia (* 1786; † 1870), die Ernst Constantin Freiherr von Droste zu Hülshoff (* 1769; † 1841) heiratete. Er war der Onkel von Annette von Droste-Hülshoff. 22 Kinder sind aus dieser Ehe hervorgegangen. Da Johanns Ehe keine männlichen Nachkommen brachte, ging ein Teil des Erbes an seinen Bruder Karl Anton, mit dessen Tode die Kerckerincks zu Stapel im Mannesstamme ausstarben.